# Beelzefuzz
Beelzefuzz est un groupe américain de doom metal, originaire du Maryland.

## Histoire
Le groupe est formé en septembre 2009, après la dissolution du groupe Moonshine Mile du bassiste Pug et du batteur Rob Jenkins. Dana Ortt, qui travaillait auparavant avec le groupe Dead Men Sway, rejoint le groupe en tant que chanteur et guitariste. Ensemble, ils développent les premières chansons et enregistrent les premières démos. Après la mise en ligne de chansons d'une démo datant de 2010, le groupe attire l'attention du batteur Darin McCloskey. Comme Ortt trouvait que celui-ci correspondait au groupe, McCloskey rejoint la formation en tant que nouveau batteur. En 2012, le groupe enregistre son premier album à Middletown, dans le Maryland, sous la direction de Chris Kozlowski. Le premier album éponyme sort en 2013 sur The Church Within Records.

## Style musical
Selon Dana Ortt, le groupe s'inspire des groupes comme Black Sabbath, Dio, Lucifer's Friend, Uriah Heep, Deep Purple, Captain Beyond et Genesis. Jessica Bausola de metalnews.de décrit le style musical du groupe comme un mélange de hard rock et de doom metal et fait des comparaisons avec des groupes comme Deep Purple, Led Zeppelin, Pentagram, Saint Vitus et des groupes plus anciens comme Grand Magus. 

## Discographie
- 2011 : Demo 2011 (démo)
- 2012 : Demo 2012 (démo)
- 2013 : Beelzefuzz (album, The Church Within Records)